# Crash head
Crash head is een studioalbum van Mark Shreeve. Het originele album was al in 1986 gereed, maar Shreeve was niet tevreden over een aantal nummers en dook opnieuw zijn geluidsstudio (Battery Studio) in. Het resultaat was vier nieuwe nummers die aan het album werden toegevoegd, andere werden weggelaten (maar verschenen als bonusmateriaal op deze en andere discs). In 1994 verscheen de compact discversie bij Centaur Discs Ltd. uit Dundee. 

## Musici
- Mark Shreeve – synthesizers, elektronica

## Muziek
| Nr. | Titel                   | Duur |
| --- | ----------------------- | ---- |
| 1.  | Chrash head             | 4:24 |
| 2.  | Angels of death         | 4:53 |
| 3.  | Darkness comes          | 4:47 |
| 4.  | It                      | 3:29 |
| 5.  | Edge of darkness        | 5:03 |
| 6.  | Night church            | 4:19 |
| 7.  | The dead zone           | 5:57 |
| 8.  | Hellraiser              | 6:01 |
| 9.  | Shrine                  | 4:30 |
| 10. | Lone rider (bonustrack) |      |
| 11. | M.A.D. (bonustrack)     | 4:27 |

Gezien de tijdspanne waarin het album is opgenomen, waren er verschillende muziekproducenten: Mark Shreeve bijgestaan door Paul Nicholas, behalve op de tracks 5, 7 en 9 (alleen Shreeve) en tracks 8, 10 en 11 na,  Peter Q. Harris stond Shreeve bij. 